# Séglien
Séglien (bret. Seglian) – miejscowość i gmina we Francji, w regionie Bretania, w departamencie Morbihan.
Według danych na rok 1990 gminę zamieszkiwały 724 osoby, a gęstość zaludnienia wynosiła 19 osób/km² (wśród 1269 gmin Bretanii Séglien plasuje się na 708. miejscu pod względem liczby ludności, natomiast pod względem powierzchni na miejscu 165.).